# Équipe des Fidji féminine de rugby à sept
L'équipe des Fidji féminine de rugby à sept est l'équipe qui représente les Fidji en rugby à sept féminin. Elle participe au tournoi féminin de rugby à sept aux Jeux olympiques d'été de 2016, à Rio de Janeiro et à celui des Jeux de Tokyo 2020, où elle remporte la médaille de bronze. 

## Histoire
Alors que s'ouvre la première édition des Women's Sevens World Series pendant la saison 2012-2013 (en), la sélection fidjienne prend part à la compétition en tant qu'équipe invitée pour un des quatre tournois,,.

## Palmarès
Jeux olympiques d'été (première édition en 2016)
- 2016 (Rio de Janeiro) : 8e
- 2020 (Tokyo) :  3e

Coupe du monde (première édition en 2009)
- 2013 (Russie) : 9e
- 2018 (États-Unis) : 11e

World Rugby Women's Sevens Series (première édition en 2012-2013
- 2013-2014, classement final 9e
- 2014-2015, classement final 8e
- 2015-2016, classement final 8e
- 2016-2017, classement final 4e
- 2017-2018, classement final 9e